# Axel F
«Axel F» («Аксель Ф.») — інструментальна композиція композитора і музиканта Гарольда Фальтермаєра. Була темою фільму 1984 року «Поліцейський із Беверлі-Гіллз». У кінці 1984—1985 рр. була випущена як сингл і потрапила на високі місця в хіт-парадах багатьох країн світу.

## Назва
Композиція отримала назву за іменем головного героя фільму «Поліцейський із Беверлі-Гіллз» Акселя Фоулі (англ. Axel Foley), якого грав Едді Мерфі. Написана в тональності фа мінор (англ. F minor).

## Список композицій
12-дюймовий максісингл
1. Axel F (M & M Mix) — 7:00
2. Axel F (Extended Version) — 7:09
3. Shoot Out — 2:44

12-дюймовий максісингл
1. Axel F (Extended Version) — 7:09
2. Shoot Out — 2:44

7-дюймовий сингл
1. Axel F — 3:00
2. Shoot Out — 2:44

## Чарти
Ця версія пісні досягла № 2 на UK Singles Chart та № 3 на Billboard Hot 100 у США. Він також провів два тижні на вершині американського дорослого сучасного чарту.
| Чарт (1985)                                        | Наив. поз. |
| -------------------------------------------------- | ---------- |
| Австрія (Ö3 Austria Top 75)                        | 4          |
| Бельгія (Ultratop Flanders)                        | 2          |
| Бельгія (VRT Top 30 Flanders)                      | 2          |
| Канада (RPM 100 Singles)                           | 2          |
| Канада (RPM Adult Contemporary)                    | 1          |
| Німеччина (Official German Charts)                 | 2          |
| Ірландия (IRMA)                                    | 1          |
| Нідерланди (Dutch Top 40)                          | 1          |
| Нідерланди (Mega Single Top 100)                   | 2          |
| Нова Зеландія (RIANZ)                              | 5          |
| Швеція (Sverigetopplistan)                         | 18         |
| Швейцарія (Media Control AG)                       | 2          |
| Велика Британія (Official Charts Company)          | 2          |
| США (Billboard Hot 100)                            | 3          |
| США (Billboard Hot Adult Contemporary)             | 1          |
| США (Billboard Hot Dance Club Play)                | 1          |
| США (Billboard Hot Dance Music/Maxi-Singles Sales) | 1          |
| США (Billboard Hot Black Singles)                  | 13         |

| Чарт (1985)                     | Найв. поз. |
| ------------------------------- | ---------- |
| Нідерланди (Dutch Top 40)       | 15         |
| Швейцарія (Schweizer Hitparade) | 15         |

## Версія Techno Cop
У 1992 році німецький проєкт Techno Cop, утворений музикантами з Мюнхена Харольдом Рейтингером і Ульріхом Фішером, випустив свої версії композиції Axel F, які, по суті, є першими, виконаними в стилі техно.

### Список композицій
| 1 | Axel F (U-Boot Mix)                                  | 6:00 |
| 2 | Axel F. (Radio Edit)                                 | 3:49 |
| 3 | Axel F. (Minimalistixtendid)                         | 4:41 |
| 4 | Beverly Kills (Written By — H. Reitinger, U. Fisher) | 2:58 |

## Версія Crazy Frog
У 2005 році композиція була випущена як сингл від імені жабеняти на ім'я Crazy Frog. Базується на версії Мерфі Брауна і Captain Hollywood Project 2003 року.

### Список композицій
Австралія
1. Axel F (Radio Edit) — 2:54
2. Axel F (Club Mix) — 6:23
3. Axel F (Club Mix Instrumental) — 6:23
4. In the 80's — 3:29

Велика Британія
1. Axel F (Radio Edit)
2. Axel F (Bounce Mix)
3. Axel F (Bounce Instrumental Mix)
4. Axel F (Reservoir Frog Remix)
5. Axel F (Video)

### Чарти й продаж
| Чарт (2005—2006)                          | Наив. поз. |
| ----------------------------------------- | ---------- |
| Австралія (ARIA)                          | 1          |
| Австрія (Ö3 Austria Top 75)               | 2          |
| Бельгія (Ultratip Wallonia)               | 12         |
| Бельгія (Ultratop Flanders)               | 1          |
| Бельгія (Ultratop Wallonia)               | 1          |
| Данія (Tracklisten)                       | 1          |
| Європа (Eurochart Hot 100)                | 1          |
| Фінляндія (Suomen virallinen lista)       | 2          |
| Франція (SNEP)                            | 1          |
| Франція (Цифрове скачування               | 1          |
| Німеччина (Official German Charts)        | 3          |
| Ірландія (IRMA)                           | 1          |
| Італія (FIMI)                             | 4          |
| Японія (Oricon)                           | 46         |
| Нідерланди (Dutch Top 40)                 | 7          |
| Нідерланди (Mega Single Top 100)          | 3          |
| Нова Зеландія (RIANZ)                     | 1          |
| Норвегія (VG-lista)                       | 1          |
| Іспанія (PROMUSICAE)                      | 1          |
| Швеція (Sverigetopplistan)                | 1          |
| Швейцарія (Media Control AG)              | 1          |
| Велика Британія (Official Charts Company) | 1          |
| США (Billboard Hot 100)                   | 50         |
| США (Billboard Hot Dance Club Play)       | 7          |
| США (Billboard Tropical Airplay)          | 37         |
| США (Billboard Pop 100)                   | 34         |
| США (Billboard Rhythmic Top 40)           | 28         |
| США (Billboard Mainstream Top 40)         | 40         |

| Чарт (2005)                               | Найв. поз. |
| ----------------------------------------- | ---------- |
| Австралія (ARIA)                          | 4          |
| Австралія (Танцювальна сингл-діаграма)    | 1          |
| Австралія (Ö3 Austria Top 40)             | 17         |
| Бельгія (Ultratop 50 Фландрія)            | 2          |
| Бельгія (Ultratop 50 Валлонія)            | 1          |
| Франція (SNEP)                            | 2          |
| Франція (Клубний)                         | 23         |
| Франція (Цифрове скачування)              | 7          |
| Ірландия (IRMA)                           | 4          |
| Нідерланди (Топ 40 голландських)          | 33         |
| Нідерланди (RIANZ)                        | 1          |
| Іспанія (PROMUSICAE)                      | 2          |
| Швейцарія (Швайзер Хітпарад)              | 2          |
| Велика Британія (Official Charts Company) | 3          |

### Інші кавер-версії
У 1988 році власна версія композиції була аранжована і записана електронним проєктом Key — дуетом двох клавішників з НДР, Франка Фезе і Андреаса Фрегіна. У тому ж році вона була видана звукозаписною фірмою Amiga на вініловому LP (альбом) групи.